# Chema de la Peña
Chema de la Peña (Salamanca, 1964) es un economista y director, productor y guionista de cine español.

## Biografía
Sus primeros contactos profesionales con el mundo del cine fueron en 1989 en el "Primer Encuentro de cine" organizado por la Junta de Castilla y León en Palencia, impartido por Basilio Martín Patino y José Luis García Sánchez. Ese mismo año se traslada a Madrid a finalizar sus estudios de Económicas.
Su primer contacto con el cine tiene lugar en el Círculo de Bellas Artes donde, a principios de los años noventa, realiza varios talleres de dirección con Berlanga, Gutiérrez Aragón y Trueba. 
En septiembre de 1993 crea su propia productora, Artimaña Producciones, y en el año 2000 entra como socio de la productora Gabriel Velázquez, estrecho colaborador de Chema en sus anteriores proyectos.

## Trabajos

### Cortometrajes
En 1993 rueda su primer cortometraje  en 35 mm titulado El negocio es el negocio. En 1995 rueda su segundo corto, Lourdes de segunda mano. Con este segundo trabajo consigue un inesperado éxito y es seleccionado en más de 25 festivales dentro y fuera de España, en los que consigue hasta nueve premios, donde destaca el Premio Canal Plus Francia al mejor realizador en el Festival de Cine Europeo de Brest (Francia).

### Largometrajes
En 1999 dirige su primer largo, Shacky Carmine, que produce Fernando Colomo, donde trata los devaneos con el éxito y las drogas de un grupo de rock formado por cuatro amigos. 
En 2002 dirige la película documental De Salamanca a ninguna parte, sobre el cine español de los años sesenta, realizando también la función de productor. Estuvo presente en la sección Tiempo de Historia de la Seminci y fue nominada para los Goya como mejor documental. 
En 2004 dirige Isi/Disi, producida por Lola Films, que llegaría a ser la segunda película española más taquillera de ese año.
En 2006 realiza la película Sud Express donde nos muestra una mirada sobre la emergente realidad social de Europa. En la película trabajaron 72 actores y fue rodada en 5 idiomas.
En febrero de 2011 estrena la película sobre el Golpe de Estado en España de 1981 llamada 23-F: la película, cuyo argumento recuerda al de la tesis que desarrolla Javier Cercas en su libro Anatomía de un instante.

## Premios y distinciones
Festival Internacional de Cine de San Sebastián
| Año  | Categoría    | Película    | Resultado |
| ---- | ------------ | ----------- | --------- |
| 2005 | Premio CICAE | Sud Express | Ganador   |